# Montes Riphaeus
I Montes Riphaeus sono una struttura geologica della superficie della Luna.

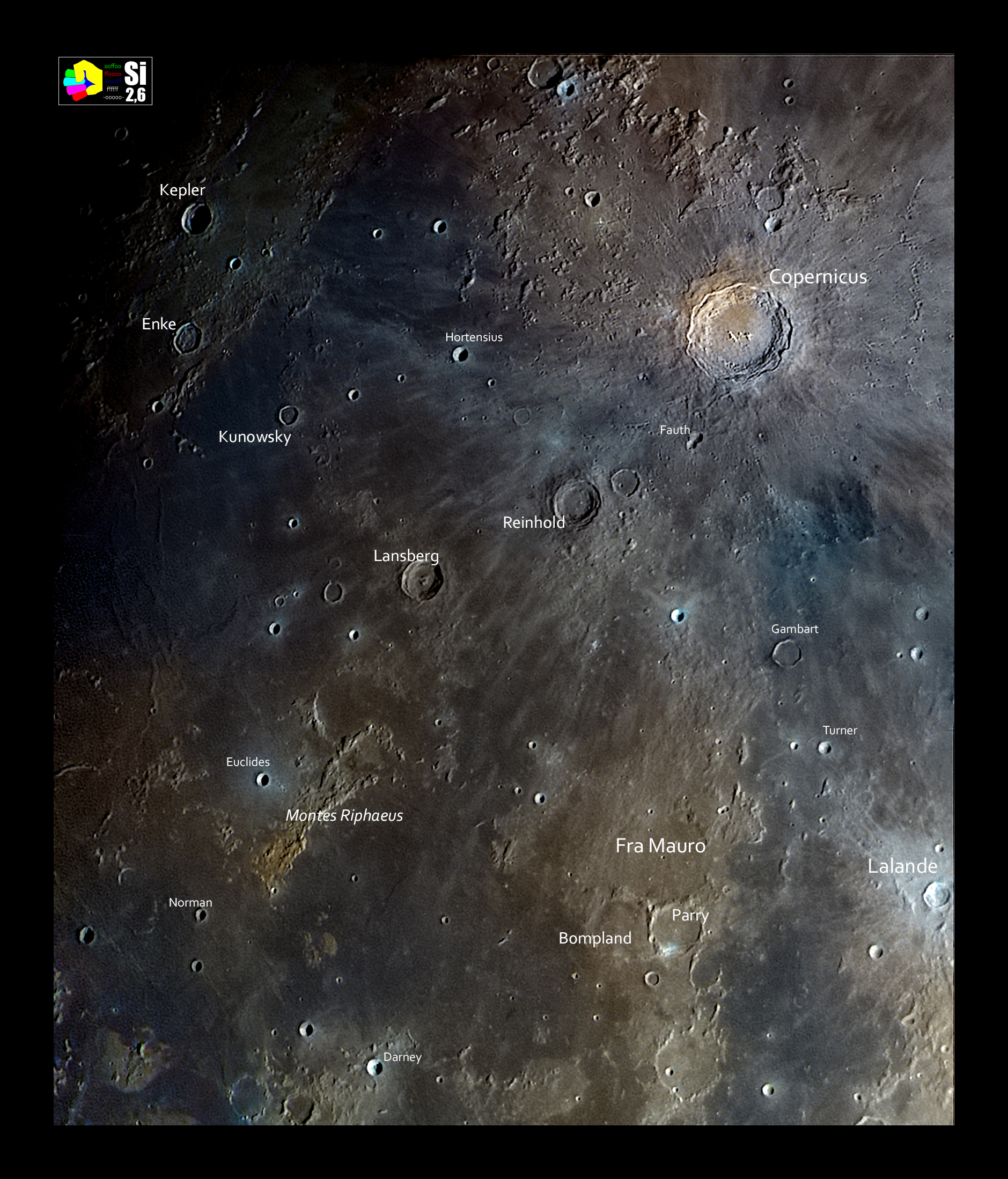
Montes Riphaeus in un'Immagine Selenocrocatica (Si)